# Cheiloplecton rigidum
Cheiloplecton rigidum är en kantbräkenväxtart som först beskrevs av Olof Peter Swartz, och fick sitt nu gällande namn av Fée. Cheiloplecton rigidum ingår i släktet Cheiloplecton och familjen Pteridaceae. Utöver nominatformen finns också underarten C. r. lanceolatum.